# Wilga oliwkowa
Wilga oliwkowa (Oriolus sagittatus) – gatunek średniej wielkości ptaka z rodziny wilgowatych (Oriolidae), występujący w Australii i na Nowej Gwinei. Nie jest zagrożony wyginięciem.

## Występowanie
Wilga oliwkowa występuje w północnej i wschodniej Australii oraz w południowej części Nowej Gwinei, głównie w lasach (także deszczowych), parkach i ogrodach.

## Systematyka
Wilga oliwkowa po raz pierwszy opisana została przez Johna Lathama w roku 1801 jako Coracias sagittata. Obecnie umieszczana jest w rodzaju Oriolus. Wyróżniono cztery podgatunki O. sagittatus:
- O. sagittatus magnirostris – południowo-środkowa Nowa Gwinea
- O. sagittatus affinis – północno-zachodnia i północno-środkowa Australia
- O. sagittatus grisescens – półwysep Jork (północno-wschodnia Australia) i wyspy w Cieśninie Torresa
- O. sagittatus sagittatus – wschodnia Australia

## Cechy gatunku
Głowa i grzbiet oliwkowozielone, skrzydła i sterówki szare, brzuch kremowy z brązowymi cętkami. Oczy wilgi oliwkowej, podobnie jak dziób, są czerwone. Występuje dymorfizm płciowy – samice mają ciemniejszy grzbiet, nieco bledszy dziób oraz więcej cętek na klatce piersiowej.

## Wymiary średnie
- długość ciała – ok. 26–28 cm
- masa ciała – ok. 96 g

## Lęgi
Sezon lęgowy trwa od września do stycznia. Gniazdo w kształcie czarki zbudowane jest z traw i kory, zawieszone około 10 metrów nad ziemią na cienkiej gałęzi z dala od pnia. Samica składa od 2 do 3 jaj, okres inkubacji trwa zazwyczaj 18 dni, a pisklęta pozostają w gnieździe przez około 17 dni. Podczas lęgów rola samca ogranicza się do karmienia potomstwa (nie buduje on gniazda ani nie wysiaduje jaj).

## Pożywienie
Głównie owady, poczwarki i gąsienice, a także owoce.

## Status
IUCN uznaje wilgę oliwkową za gatunek najmniejszej troski (LC, Least Concern) nieprzerwanie od 1988 roku. Liczebność populacji nie została oszacowana, ale ptak ten opisywany jest jako lokalnie pospolity. Trend liczebności populacji uznawany jest za spadkowy.